# Тони Како
За японския музикален инструмент вижте Какко.
Тони Како (на фински: Tony Kakko) е финландски певец, вокалист на групата „Соната Арктика“.

## Биография
Роден е на 16 май 1975 г. в Кеми, Финландия. Той е един от основателите на групата през 1996 г. Вдъхновение да твори му дават групи като Stratovarius, „Куийн“, „Найтуиш“. Любим писател му е Стивън Кинг. Започнал кариерата си като беквокал в група, наречена The Humppapandi.
Пее в някои песни на „Найтуиш“, като примерно „Beauty and the Beast“ от албума „Angels Fall First“.